# Aecidium holboelliae
Aecidium holboelliae är en svampart som beskrevs av Y.C. Wang & J.Y. Zhuang 1983. Aecidium holboelliae ingår i släktet Aecidium, ordningen Pucciniales, klassen Pucciniomycetes, divisionen basidiesvampar och riket svampar.   Inga underarter finns listade i Catalogue of Life.